# Jean-Jacques de Dardel
Pour les articles homonymes, voir Dardel.
Jean-Jacques de Dardel, né le 8 août 1954, est un haut fonctionnaire et diplomate suisse.

## Jeunesse et formation
Né en 1954 de parents diplomates, originaire de Neuchâtel et Nendaz, de Dardel étudie aux États-Unis, au Brésil, au Canada et en Suisse. Il obtient un baccalauréat français C (scientifique), une maîtrise en économie politique de l’Université de Genève, un diplôme en études internationales et un doctorat ès sciences politiques/Relations internationales de l’Institut universitaire de hautes études internationales (IUHEI/IHEID) à Genève.

## Carrière
En 1976, il rejoint le Comité international de la Croix-Rouge comme secrétaire-juriste auprès de la Conférence sur le développement du droit humanitaire international. Il entre au Département fédéral des affaires étrangères en 1981 et commence sa carrière à la Centrale à Berne (Secrétariat d’Etat à l’Économie et Secrétariat politique[réf. nécessaire]) et à Vienne. En 1982, il devient le rédacteur de discours de politique étrangère du Président de la Confédération[Quoi ?], avant d’être nommé collaborateur diplomatique auprès de la Division politique I. En parallèle, il met sur pied et dirige dès 1986 le Service de la Francophonie appuyant la participation de la Suisse à l'Organisation internationale de la francophonie.
Il est transféré à Washington en 1989 comme Premier secrétaire, puis comme conseiller d'ambassade chargé des affaires politiques et des médias. En 1993, il devient chef de mission adjoint de l'ambassade de Suisse en Australie et chargé d’affaires en Papouasie-Nouvelle-Guinée et au Vanuatu. Il lance diverses missions d'exploration économiques à travers l'Australie et développe les activités de relations publiques et culturelles de l'ambassade.
En 1996, il est transféré à Paris comme ministre-conseiller aux affaires culturelles et de la Francophonie[réf. nécessaire], avant de devenir dès 1998 ambassadeur auprès de l’OIF et représentant personnel du Président de la Confédération auprès du Conseil Permanent de la Francophonie (CPF)[réf. nécessaire]. Il sert également comme représentant personnel du Secrétaire général Boutros Boutros-Ghali lors de missions internationales[réf. nécessaire].
De retour à Berne en 2000, il dirige la Section de la Sécurité euro-atlantique avant de diriger dès 2001 la Division de politique de sécurité internationale. En 2003, il devient le représentant des autorités fédérales dans le Comité d’organisation du Sommet d’Evian du G-8, un événement franco-suisse[réf. nécessaire].
Entre 2004 et 2007, Il dirige la Division Politique I (Europe, Asie centrale, Conseil de l'Europe, OSCE). Il devient le Coordinateur national[Quoi ?] pour le Pacte de Stabilité pour l’Europe du Sud-Est[réf. nécessaire], et le négociateur dans deux régions en crise[Quoi ?]. Dès mai 2007, il est ambassadeur en Belgique et chef de la Mission suisse auprès de l'OTAN. Dès 2011 et jusqu'en 2014, il est Ambassadeur de Suisse en France et près la Principauté de Monaco,. De plus, il dirige en 2013 la mission auprès de l'UNESCO et de l'OIF. Il est vice-président de la 34e session du Comité du Patrimoine mondial de l'UNESCO,.
De début 2014 jusque mars 2019, il est l’Ambassadeur de Suisse en Chine, en Mongolie et en Corée du Nord.
Au terme de sa carrière diplomatique, il devient membre du conseil consultatif du Geneva Centre for Security Policy (GCSP) et du Geneva Center for Security Policy (DCAF).

## Publications
- (en) Jean-Jacques de Dardel, Swiss-Chinese Relations : The Golden Blossom of a Cultured Evergreen. - An Overview of the Relentless Densification of One-of-a-Kind Relations, Genève, Slatkine, 2018, 172 p.[5]
- Jean-Jacques de Dardel, 1663: le renouvellement de l'alliance avec le roi de France, Genève, Labor et Fides, 2013, 143 p. (ISBN 978-2-8309-1514-3).
- Jean-Jacques de Dardel, Le mayen de Nendaz, Hauterive, Editions Attinger, 2011, 160 p. (ISBN 978-2-9404-1836-7).
- (en) Jean-Jacques de Dardel, Whither the Euro-Atlantic Partnership? : Partnership and NATO's New Strategic Concept, 2009, PDF (lire en ligne).

### Articles de presse
- (de) Simon Bühler, « De Dardel Botschafter in China », NZZ am Sonntag,‎ 27 octobre 2013, p. 15.
- Caroline Zumbach, « La diplomatie dans la peau », Tribune de Genève,‎ 29 janvier 2014, p. 32 (ISSN 1010-2248)

### Interviews
- Frédéric Lelièvre, « Les Européens saisissent mal la Chine », Le Temps,‎ 29 mars 2016, p. 11 (ISSN 1423-3967, lire en ligne).
- Yves Hulmann, « Les Chinois ne veulent pas d’une liberté à l’occidentale », Le Temps,‎ 5 novembre 2019, p. 17 (ISSN 1423-3967, lire en ligne).
- « Non, la Chine n'a pas une volonté d'hégémonie sur le monde », sur rts.ch, 23 novembre 2019 (consulté le 9 janvier 2021).